# بطولة ويمبلدون 2004
هنا قائمة ببطولات ويمبلدون سنة 2004:

## الكبار

### فردي رجال
روجيه فيدرير هزم  أندي روديك, 4-6, 7-5, 7-6 (3), 6-4

### فردي سيدات
ماريا شارابوفا هزم  سيرينا ويليامز, 6-1, 6-4

### زوجي رجال
يوناس بورغمان و تود وودبريدج هزم  جوليان نول و نيناد زيمونيتش, 6-1, 6-4, 4-6, 6-4

### زوجي سيدات
كارا بلاك و ريناي ستابس هزم  لايزل هوبر و آي سوجاياما, 6-3, 7-6 (5)

### زوجي مختلط
واين بلاك و كارا بلاك هزم  تود وودبريدج و أليشيا موليك, 3-6, 7-6 (8), 6-4

## الشباب

### فردي أولاد
غايل مونفيلس هزم  مايلس كاسيراي 7-5, 7-6 (6)

### فردي بنات
كاترينا بوندارينكو هزم  آنا إيفانوفيتش, 6-4, 6-7 (2), 6-2

### زوجي أولاد
براندان إيفانز و سكوت أودسيما هزم  روبن هاس و فيكتور ترويكي, 6-4, 6-4

### زوجي بنات
فيكتوريا أزارينكا و أولجا جوفورتسوفا هزم  مارينا إراكوفيتش و مونيكا نيكوليسكو, 6-4, 3-6, 6-4